# Jo-Wilfried Tsonga
Jo-Wilfried Tsonga (Le Mans, 17. travnja 1985.) umirovljeni je francuski tenisač.

## Životopis
Tsonga je profesionalac od 2004. godine. Može se pohvaliti osvajanjem juniorskog US Opena 2003. godine, kada je u finalu svladao Marcosa Baghdatisa.
Najveći mu je uspjeh dosadašnje karijere na Grand Slam turnirima finale Australian Opena 2008., do kojega je stigao impresivnim pobjedama nad 9., 8., 14. i 2. nositeljem. U finalu je ipak morao čestitati na boljoj igri Novaku Đokoviću. Tsonga je tim rezultatom postao prvi nepostavljeni tenisač, nakon Gustava Kuertena u Roland Garrosu 1997., koji je stigao do finala jednog Grand Slam turnira, a to mu je bilo i prvo odigrano finale uopće. Na turnir je došao s najboljim renkingom u karijeri (38.), a otišao kao igrač iz Top 20. Na londonskom ATP World Tour Finalu 2011. dospio je do završnice, gdje je bolji od njega bio Roger Federer.
Dobitnik je ATP nagrada za mladu nadu (2007.) i za igrača koji je najviše napredovao (2008.).
Tsongin otac, rukometaš Didier Tsonga, podrijetlom je iz Brazzavillea. Jo-Wilfried je rođak nogometaša Charlesa N'Zogbie. Nadimak mu je "Ali", po boksaču Muhammadu Aliju na kojeg izgledom podsjeća.
S Michaëlom Llodrom osvajač je srebrne medalje u igri parova na OI 2012. u Londonu.

## Stil igre
Tsonga igra desnom rukom te odigrava dvoručni (ponekad i jednoručni) backhand. Odlikuju ga snažan servis i forehand koji mu je i glavno oružje. Uglavnom igra s osnovne crte, no često, pogotovo na bržim podlogama, primjenjuje i igru servisa i voleja.

## Osvojeni turniri

### Pojedinačno (17 ATP)
| Br. | Datum               | Turnir       | Suparnik u finalu     | Rezultat         |
| 1.  | 28. rujna 2008.     | Bangkok      | Novak Đoković         | 7:6(4), 6:4      |
| 2.  | 2. studenog 2008.   | Pariz        | David Nalbandian      | 6:3, 4:6, 6:4    |
| 3.  | 2. veljače 2009.    | Johannesburg | Jérémy Chardy         | 6:4, 7:6(5)      |
| 4.  | 16. veljače 2009.   | Marseille    | Michaël Llodra        | 7:5, 7:6(3)      |
| 5.  | 5. listopada 2009.  | Tokio        | Mihail Južnjij        | 6:3, 6:3         |
| 6.  | 25. rujna 2011.     | Metz         | Ivan Ljubičić         | 6:3, 6:7(4), 6:3 |
| 7.  | 30. listopada 2011. | Beč          | Juan Martín del Potro | 6:7(5), 6:3, 6:4 |
| 8.  | 7. siječnja 2012.   | Doha         | Gaël Monfils          | 7:5, 6:3         |
| 9.  | 23. rujna 2012.     | Metz (2.)    | Andreas Seppi         | 6:1, 6:2         |

## Rezultati na Grand Slam turnirima
| Grand Slam      | 2004. | 2005. | 2006. | 2007. | 2008. | 2009. | 2010. | 2011. | 2012. | 2013. |
| --------------- | ----- | ----- | ----- | ----- | ----- | ----- | ----- | ----- | ----- | ----- |
| Australian Open | -     | -     | -     | 1k    | F     | 1/4F  | 1/2F  | 3k    | 4k    | 1/4F  |
| Roland Garros   | -     | 1k    | -     | -     | -     | 4k    | 4k    | 3k    | 1/4F  |       |
| Wimbledon       | -     | -     | -     | 4k    | -     | 3k    | 1/4F  | 1/2F  | 1/2F  |       |
| US Open         | -     | -     | -     | 3k    | 3k    | 4k    | -     | 1/4F  | 2k    |       |

## Plasman na ATP ljestvici na kraju sezone
| 2004. | 2005. | 2006. | 2007. | 2008. | 2009. | 2010. | 2011. | 2012. | 2013. |
| ----- | ----- | ----- | ----- | ----- | ----- | ----- | ----- | ----- | ----- |
| 163.  | 338.  | 212.  | 43.   | 6.    | 10.   | 13.   | 6.    | 8.    |       |

## Vanjske poveznice
- Službena stranica  Arhivirana inačica izvorne stranice od 11. kolovoza 2013. (Wayback Machine) (fr.)(engl.)
- Profil na stranici ATP Toura (engl.)
- Povijest plasmana na ATP ljestvici